# Francisco Fajardo
Francisco de Paula Fajardo Júnior ou simplesmente Francisco Fajardo como era mais comumente reconhecido (Santa Maria Madalena, 8 de fevereiro de 1864 - Rio de Janeiro, 6 de novembro de 1906) foi um médico brasileiro foi o autor da primeira obra brasileira completa sobre o hipnotismo médico, e também o primeiro a pesquisar e documentar cuidadosamente a história da introdução do magnetismo animal no Brasil.

## Biografia
Francisco Fajardo nasceu em na Fazenda da Cachoeira município de Santa Maria Madalena, Rio de Janeiro, no dia 8 de fevereiro de 1864, filho de Francisco de Paula Fajardo.
Cursou a Faculdade de Medicina do Rio de Janeiro onde colou grau em 7 de junho de 1888, sendo aprovado com distinção ao defender sua tese de doutoramento “O Hypnotismo”.
Em 1892, com a reputação de tal obra, assumiu o cargo de assistente da cadeira de clínica propedêutica e lecionou na Universidade Popular Livre e na Faculdade de Medicina do Rio de Janeiro. Publicou diversos trabalhos de pesquisa em laboratório, como Diagnóstico e prognóstico das moléstias internas pelo exame químico, microscópico e bacteriológico junto do doente, em 1895. Tal carreiro foi colocada em segundo plano, devido à falta de estrutura existente no Brasil naquela época.
Foi um dos pioneiros no estudo na Microbiologia no país, destacando-se pelas investigações realizadas sobre o parasita causador da malária, sendo exaltado pela imprensa médica como o descobridor, no Brasil, do hematozoário identificado por Alphonse Laveran em 1880. Ainda estudou sobre cólera-morbo, beribéri, piroplasmose bovina e espirilose em galinhas. Escreveu para a revista alemã Centralblatt für Bakterologie, Parasitenkunde und Infektionskrankheiten.

## Magnetismo e Hipnotismo
Em vista ao sucesso da tese de doutorado de 1888 e o despertar de tamanho tanto interesse dos meios acadêmicos, Fajardo ampliou-a tornando-a a maior fonte de pesquisa sobre os primórdios do magnetismo animal no Brasil e a relançou como um “Tratado de Hypnotismo” em 1896  que foi introduzida na corte brasileira pelo médico Érico Coelho, escreve Fajardo: 
| “ | à medida que ele [Érico Coelho] levava à Academia o resultado dos seus estudos práticos sobre hipnoterapia, foram vindo à luz da publicidade várias comunicações médicas. Animados com esse exemplo, alguns médicos fluminenses começaram a estudar e praticar a medicina sugestiva, outros se gabaram de a ter empregado há muito tempo, e assim despertou-se no público médico e entre os homens de letras, em geral, a atenção, o gosto pela leitura desses assuntos. Os livros de Bernheim, Biné e Feré, etc, etc, começaram a circular de mão em mão, e a sucederem-se as remessas de livros dessa matéria para o nosso mercado | ” |

## Últimos anos
Foi no pequeno laboratório que ele criou na Santa Casa de Misericórdia do Rio de Janeiro, que Carlos Chagas, então seu aluno na Faculdade de Medicina, iniciou-se na pesquisa sobre a malária, tema de sua tese de doutorado.
Em 1893 foi eleito membro da Academia Nacional de Medicina, ao apresentar o trabalho sobre a malária. Morreu aos 42 anos, em 6 de novembro de 1906, por choque anafilático, ao inocular um soro antipestoso fabricado no Instituto Soroterápico Nacional.